# 현대공업
주식회사 현대공업(株式會社 現代工業)은 대한민국의 자동차 부품 기업으로, 현대차동차와 기아의 차종에 내장재를 공급하는 업체이다.
주력 제품은 암레스트, 우레탄 시트, 헤드레스트, 사이드백, 백보드, 실드커버 등이 있다.